# BONE BORN BOMB
『BONE BORN BOMB』（ボンボンボン）は日本のミュージシャン、anoの2枚目のフル・アルバム。2025年6月4日にトイズファクトリーから発売。

## 概要
- 前作『猫猫吐吐』より約2年ぶりとなるアルバム。「絶絶絶絶対聖域」「許婚っきゅん」「ロりロっきゅんロぼ♡」といった既発曲のほか、あのの冠バラエティ番組「あのちゃんねる」のテーマソング「Bubble Me Face」、明治グミ「ブーストバイツ」のWeb CMソング「swim in 睡眠Tokyo」、かつてあのがボーカルを務めていたパンクバンド『I's』のラストシングルであった「Past die Future」などを含む、全12曲を収録。
- 完全生産限定のSUPER BOMB BOX盤、初回生産限定盤、通常盤の3形態で発売され、SUPER BOMB BOX盤と初回生産限定盤には、2025年1月に行われたワンマンライブ「スーパーニャンオェちゃん発表会」の模様とドキュメンタリー映像を収めたBlu-rayが付属する。
- ジャケットアートワークは、クリエイティブユニット、Margt（PERIMETRON）が手がけている。

## 収録内容

### CD
1. 「絶絶絶絶対聖域 (ano feat.幾田りら)」
1stCDシングル。
アニメ映画『デッドデッドデーモンズデデデデデストラクション（前章）』主題歌[2]
2. 「Bubble Me Face」
テレビ朝日系バラエティ番組『あのちゃんねる』テーマソング[3]。
同じく『あのちゃんねる』テーマソングである『F Wonderful World』の最新版として製作された[4]。
3. 「骨バキ☆ゆうぐれダイアリー」
4. 「ロりロっきゅんロぼ♡」
9th配信シングル。アニメ映画『僕とロボコ』主題歌[5]
5. 「許婚っきゅん」
3rdCDシングル。テレビアニメ『らんま1/2』オープニングテーマ[6]。
6. 「愛してる、なんてね。」
2ndCDシングル。
7. 「この世界に二人だけ」
8th配信シングル。
8. 「swim in 睡眠Tokyo」
明治グミ「ブーストバイツ」WebCMソング[7]。
楽曲自体は『Peek a boo』と同時期に制作されており、5年越しに再レコーディングされて収録された。
9. 「社会の窓」
2024年8月に発売されたクリープハイプのトリビュート・アルバム『もしも生まれ変わったならそっとこんな声になって』参加楽曲。
10. 「ハッピーラッキーチャッピー」
配信アニメ『タコピーの原罪』オープニングテーマ[8]。
「ロりロっきゅんロぼ♡」と同時期に制作していたため、あの曰く「情緒がヤバかった」。
11. 「YOU&愛Heaven」
7th配信シングル。当初、収録予定曲への記載はされていなかったが、収録曲発表の際に収録される事が発表された。
12. 「Past die Future」
Amazon Prime Video配信ドラマ『【推しの子】』第4話主題歌。
元々はあのがボーカルを務めていたパンクロックバンド『I's』（2024年末解散）の1stメジャー配信シングル曲。

## 収録曲

### CD
| #         | タイトル                               | 作詞                               | 作曲                               | 編曲              | 時間  |
| --------- | -------------------------------------- | ---------------------------------- | ---------------------------------- | ----------------- | ----- |
| 1.        | 「絶絶絶絶対聖域 (ano feat.幾田りら)」 | あの                               | TK                                 | TK                | 3:33  |
| 2.        | 「Bubble Me Face」                     | あの                               | TAKU INOUE                         | TAKU INOUE        | 3:32  |
| 3.        | 「骨バキ☆ゆうぐれダイアリー」          | あの、こめだわら、ロマンチック中毒 | あの、こめだわら、ロマンチック中毒 | こめだわら        | 2:43  |
| 4.        | 「ロりロっきゅんロぼ♡」                | あの                               | あの                               | TAKU INOUE        | 3:38  |
| 5.        | 「許婚っきゅん」                       | あの、真部脩一                     | 真部脩一                           | TAKU INOUE        | 2:57  |
| 6.        | 「愛してる、なんてね。」               | あの                               | 尾崎世界観                         | ケンモチヒデフミ  | 3:37  |
| 7.        | 「この世界に二人だけ」                 | あの                               | あの                               | リーガルリリー    | 3:43  |
| 8.        | 「swim in 睡眠Tokyo」                  | あの                               | TAKU INOUE                         | TAKU INOUE        | 3:08  |
| 9.        | 「社会の窓」                           | 尾崎世界観                         | 尾崎世界観                         | TAKU INOUE        | 2:47  |
| 10.       | 「ハッピーラッキーチャッピー」         | あの                               | あの                               | TAKU INOUE        | 3:04  |
| 11.       | 「YOU&愛Heaven」                       | あの                               | あの                               | 鈴木大記 (ANCHOR) | 3:46  |
| 12.       | 「Past die Future」                    | あの                               | あの                               | I's               | 3:46  |
| 合計時間: | 合計時間:                              | 合計時間:                          | 合計時間:                          | 合計時間:         | 40:19 |

### 初回特典Blu-ray
| #   | タイトル                                | 作詞 | 作曲・編曲 |
| --- | --------------------------------------- | ---- | ---------- |
| 1.  | 「YOU&愛Heaven」                        |      |            |
| 2.  | 「普変」                                |      |            |
| 3.  | 「猫吐極楽音頭」                        |      |            |
| 4.  | 「絶対小悪魔コーデ」                    |      |            |
| 5.  | 「Peek a boo」                          |      |            |
| 6.  | 「イート・スリープ・エスケープ」        |      |            |
| 7.  | 「SWEETSIDE SUICIDE」                   |      |            |
| 8.  | 「AIDA」                                |      |            |
| 9.  | 「デリート」                            |      |            |
| 10. | 「愛してる、なんてね。」                |      |            |
| 11. | 「涙くん、今日もおはようっ」            |      |            |
| 12. | 「スマイルあげない」                    |      |            |
| 13. | 「ちゅ、多様性。」                      |      |            |
| 14. | 「許婚っきゅん」                        |      |            |
| 15. | 「F Wonderful World」                   |      |            |
| 16. | 「青春謳歌 (幾田りら feat. ano)」       |      |            |
| 17. | 「絶絶絶絶対聖域 (ano feat. 幾田りら)」 |      |            |
| 18. | 「鯨の骨」                              |      |            |
| 19. | 「Past die Future」                     |      |            |
| 20. | 「ドキュメンタリー映像」                |      |            |

## 演奏
- ano：Vocal
- 幾田りら：Vocal (#1)
- TK (凛として時雨)：Guitar, Programming (#1)
- キタニタツヤ：Bass (#1)
- М.Tony：Drums (#1)
- 大谷舞：Violin (#1)
- 井上拓 (TAKU INOUE)
  - Guitar (#2.4.5.9.10.12)
  - Bass (#9.10)
- 西浦謙助：Drums (#2.5.9.10.11.12)
- 睦月周平：Guitar, Bass (#3)
- 永山ひろなお
  - Piano (#3.5.9.10.12)
  - Strings Arrangement (#5.10.12)
- 真部脩一：Bass (#5)
- CHICA Strings：Strings (#5)
- たかはしほのか (リーガルリリー)：Guitar (#7)
- 海 (リーガルリリー)：Bass (#7)
- BOBO：Drums (#7)
- 東山智有：Guitar (#11)
- イガラシ (ヒトリエ)：Bass (#11)
- 鈴木大記 (ANCHOR)：Piano, All Other Instruments (#11)